# 黄金埠镇
黄金埠镇，是中华人民共和国江西省上饶市余干县下辖的一个乡镇级行政单位。

## 行政区划
黄金埠镇下辖以下地区：
上街社区、中街社区、下街社区、新街社区、株桥社区、塘背社区、上行社区、曾家畈社区、吴艾社区、团湖社区、菱塘社区、湖田村、胡家洲村、梅岭村、松霞源村、华山村、边山村、塘湾村、高峰村、绿源村、上洪村、五雷村、南谷村、白云村、河桥村、东梅村、枫树村、高桥村、四合村、长山村、前进村、长岭村、新庄村和朱家坞村。